# Tião Abatiá
Sebastião José Ferri, conhecido por Tião Abatiá (Abatiá, 20 de janeiro de 1945 - Londrina, 16 de agosto de 2016), foi um futebolista brasileiro que atuava como atacante.

## Carreira
Iniciou carreira no Cambará Atlético Clube em 1965.
Atuou no União Bandeirante, onde chegou em 1966, foi vice-campeão paranaense em 1968 e 1969 e artilheiro do Campeonato em 1970 (21 gols) e 1971 (25 gols).
No início da década de 1970, passou pelo São Paulo FC, onde fez apenas um jogo, participando de um amistoso contra o Colônia da Alemanha em 1971.
Tornou-se ídolo no Coritiba Foot Ball Club, onde chegou em 1971 e ficou conhecido pela alcunha de "dupla caipira", quando fez parceria no ataque com o colega Paquito. A dupla tornou-se tetra campeão paranaense, entre 1972 e 1975. Venceu a Bola de Prata de 1971.
O sucesso no clube foi tão grande que ele virou personagem nos quadrinhos do Zé Carioca, criado por Walt Disney, onde Tião Abatiá virou Tião Abaterá na edição 1055 do gibi, publicada em janeiro de 1972.
Pelo Coritiba, onde atuou de 1971 a 1975, ganhou também o Torneio do Povo em 1973 e vestiu a camisa do clube em 159 jogos, marcando 63 gols.
Depois, em 1975, esteve na Portuguesa de Desportos por empréstimo, mas não conseguiu se firmar como titular.
No ano seguinte, chegou ao Colorado Esporte Clube.
O jogador nunca foi convocado pela Seleção Brasileira, mas em partida do Coritiba com o Santos Futebol Clube em 1971 na capital paranaense, Pelé comentou para os jornais locais que esperava ver Tião Abatiá na seleção..  

## Títulos e conquistas
Coritiba
- Campeonato Paranaense de Futebol: 1972, 1973, 1974 e 1975.
- Torneio do Povo: 1973
- Fita Azul: 1972

Em 1971 recebeu a Bola de Prata da Revista Placar (melhor centroavante do campeonato brasileiro).